# Apple River (Illinois)
Apple River – wieś w Stanach Zjednoczonych, w stanie Illinois, w hrabstwie Jo Daviess.